# افغانستان در ۲۰۰۶
حوادث ذیل به ترتیب ماه‌ها در سال ۲۰۰۶ در افغانستان به‌وقوع پیوست.

## متولیان امور
- رئیس‌جمهور: حامد کرزی
- معاون اول: احمد ضیاء مسعود
- معاون دوم: کریم خلیلی
- قاضی‌القضات: فضل هادی شینواری و سپس عبدالسلام عظیمی

## ژانویه
- در سال ۲۰۰۶، مجله فارن سیاست و اتاق فکر «صندوق صلح» مستقر در ایالات متحده آمریکا، افغانستان را در رتبه دهم «شاخص دولت شکست خورده» خود قرار دادند. نویسندگان گفتند که شاخص آن‌ها مبنی بر «ده‌ها هزار مقاله» از منابع مختلف استوار است که طی چندین ماه در سال ۲۰۰۵ جمع‌آوری نموده بودند. امتیاز این شاخص‌ها استوار بر ۱۲ معیار بود که شامل: توسعه اقتصادی نابرابر در امتداد خطوط گروه «،» میراث کینه‌ورزی – در جست‌جوی شکایت گروهی «،» نقض گسترده حقوق بشر «،» ظهور نخبگان فرقه‌ای «و» مداخله سایر دولت یا بازیگران خارجی می‌باشد.[۱]
- ۱۳ ژانویه – حملات هوایی دامادولا توسط ایالات متحده آمریکا در پاکستان

## فوریه
- ۱ فوریه – میثاق افغانستان شکل گرفت که چارچوب همکاری بین‌المللی با افغانستان را به‌وجود آورد.

## مارس
- ۶ مارس ۲۰۰۶، پرویز مشرف، رئیس‌جمهور پاکستان به رئیس‌جمهور بوش گفت که با بیش از ۳۰ هزار جنگ‌جوی که از افغانستان به پاکستان می‌روند، باید مبارزه و مقابله کنند. او همچنین گفت که حتی اگر نیروهای آیساف و افغان در منطقه مرزی باهم یک‌جای باشند بازهم پاکستان در نزدیکی مرز افغانستان و پاکستان سربازان بیشتری دارد.[۲]
- ۲۹ مارس – جنگ لشکرگاه که در آن جنگ‌جویان طالب به یک پایگاه ناتو حمله کردند.

## آوریل
- عملیات هلندی/استرالیایی ۲۰۰۶ در اواخر آوریل آغاز شد و الی ۱۶ ژوئیه ادامه یافت. این عملیات یکی از بزرگ‌ترین حملاتی بود که توسط نیروهای ائتلاف در سال ۲۰۰۶ صورت گرفت که باعث شد، بیش از ۳۰۰ جنگ‌جوی طالب کشته شوند و دره چورا و همچنین مناطق بلوچی به تصرف آن‌ها درآید.

## می
- ۱۵ می – عملیات سرکوب کوهی که بزرگ‌ترین حمله پس از سقوط طالبان بود، آغاز شد.
- ۲۹ می – به نقل از وب‌سایت روزنامه آمریکایی سپوکزمن ریویو (The Spokesman-Review) افغانستان با «تهدید روزافزون جنگ‌جویان مسلح طالب در حومه شهر مواجه شد». یک موتور نظامی آمریکایی که بخشی از کاروان نظامیان آمریکایی بود از کنترل خارج شد و با ۱۲ وسایل نقلیه غیرنظامی تصادم نمود که در نتیجه یک تن کشته و شش تن دیگر جراحت برداشتند. جمعیت حاضر در محل، از این واقعه خشمگین شدند و شورشی را برپا نمودند که تمام روز جریان داشت و با کشته شدن ۲۰ نفر و زخمی شدن ۱۶۰ تن پایان یافت. به نقل از سخن‌گوی ارتش آمریکا، هنگامی‌که ۴۰۰ مرد خشمگین به سوی نیروهای آمریکایی سنگ پرتاب کردند و شلیک نمودند، نیروهای آمریکایی نیز حین ترک محل برای دفاع از خود به سوی جمعیت مردم به تیراندازی پرداختند. یک خبرنگار فایننشیال تایمز (Financial Times) در کابل تصریح نمود که این وقوع «کینه‌ورزی زمینی» و «عداوت فزاینده در برابر بیگانگان» بود که پس از سال ۲۰۰۴ به‌وجود آمد و در حال حاضر رو به افزایش است. این امر ممکن است در واکنش به حمله هوایی آمریکا صورت گرفته باشد که یک هفته قبل در جنوب افغانستان انجام شد و منجر به کشته شدن ۳۰ غیرنظامی شد؛ جای که به باور او طالبان در خانه‌های غیرنظامیان پنهان شده بودند».[۳][۴]

## ژوئن
- ۲۷ ژوئن – یک تیم ۱۶ نفره از نیروهای ویژه بریتانیایی که اکثراً متشکل از نیروهای دریایی و سربازان اسکادران سرویس دریایی ویژه (Special Boat Services) و از اعضای گروه شناسایی ویژه (Special Reconnaissance Regiment) بودند، عملیات ایلویز (Operation Ilois) را برای دستگیری ۴ رهبر طالبان در حومه ولسؤالی سنگین در ساعت ۳ صبح (به وقت محلی) انجام دادند. این نیروها پس از دستگیری طالبان که می‌خواستند به وسایل نقلیه لندرور (Land Rover) خود برگردند با کمین ۶۰ الی ۷۰ نفری طالبان مواجه شدند و در حال برگشتن به پایگاه خود به سوی آن‌ها آتش گشودند که در نتیجه یک لندرور UKSF آن‌ها توسط آرپی‌جی منهدم شد و یک اپراتور سرویس دریایی ویژه شدیداً زخم برداشت. سپس این تیم در یک نهر آبی پناه گرفتند و خواهان کمک شدند.
- این جنگ ۱ الی ۳ ساعت طول کشید تا این‌که گروه گورکا دوبار با همکاری نزدیک ۲ اپاچی، یک A-10 تاندربولت و دو جنگنده هریر جی‌آر7 (Harrier GR7s) در برابر آنان جنگیدند و در نزدیکی پایگاه عملیاتی خود برگشتند. در این نبرد، از میان ۴ رهبر طالب، ۲ تن آنان کشته شدند و ۲ تن دیگر با استفاده از آشفتگی اوضاع فرار کردند. نیروهای بریتانیایی پس از آن‌که به پایگاه عملیاتی خود رسیدند، پی بردند که تورن/سروان دیوید پتن، اعضای گروه شناسایی ویژه و گروهبان پاول بارتلت، اعضای سرویس دریایی ویژه ناپدید هستند – یکی از این گمشدگان از موتور پایین شده و در حال کمک به زخمی‌ها بود که مورد اصابت گلوله قرار گرفت و تصور می‌شد که جان باخته‌است، دومی اما در جریان جنگ ناپدید شد. یک گروهی از چتر نجات هنگ در یکی از هلی‌کوپتر نیروی سلطنتی بریتانیا پرواز کردند تا این دو گمشده را پیدا کنند، سپس دو تن آپاچی اجساد را یافتند و چتر نجات هنگ آن‌ها را به‌دست آورده و انتقال دادند. برای یکی از کمندوهای سرویس دریایی ویژه به‌خاطر اقدامات‌اش حین گیرافتادن در کمین مدال «صلیب سرخ» اعطا شد.[۵][۶][۷][۸][۹]

## ژوئیه
- ژوئیه – جنگ پنجوایی میان نیروهای کانادایی ناتو و طالبان به‌وقوع پیوست. این جنگ در دو مرحله صورت گرفت؛ مرحله اول از ژوئیه الی اوت و مرحله دوم از سپتامبر الی اکتبر ۲۰۰۶.
- ۳۱ ژوئیه – آیساف مناطق عملیات خود را با شامل سازی ۶ ولایت جنوبی از قبیل؛ دایکندی، هلمند، کندهار، نیمروز، ارزگان و زابل گسترش داد.[۱۰]

## سپتامبر
- ۲ سپتامبر- عملیات مدوسا از سوی نیروهای کانادایی آغاز شد.
- ۱۶ سپتامبر – عملیات خشم کوهستان صورت گرفت.

## اکتبر
- جدال سربازان آلمانی ۲۰۰۶

## نوامبر
در نوامبر ۲۰۰۶، شورای امنیت سازمان ملل متحد هشدار داد که افغانستان احتمالاً به دلیل افزایش خشونت طالبان، افزایش تولید غیرقانونی مواد مخدر، نهادهای دولتی ناکارا به یک دولت شکست خورده مبدل شود. در سال ۲۰۰۶، افغانستان در فهرست کشورهای شکست خورده قرار گرفت و رتبه دهم را به خود اختصاص داد. این درحالی‌ست که سال ۲۰۰۵ رتبه یازدهم را کسب کرده بود. از سال ۲۰۰۵ الی ۲۰۰۶، آمار حملات انتحاری، حملات مستقیم و بم‌های جاسازی شده افزایش یافت. اسناد محرم اطلاعاتی که در سال ۲۰۰۶ به بیرون درز کرد، نشان داد که پناهگاه‌های القاعده، طالبان، شبکه حقانی و حزب اسلامی تا آن زمان در افغانستان چهار برابر شده بود. مبارزات انتخاباتی در افغانستان به‌صورت موفقیت آمیز طالبان را از کسب قدرت دور زد، اما در دستیابی به هدف اصلی سیاست که عدم امکان فعالیت القاعده در افغانستان به میزان قابل توجه بود، کم‌تر موفق بوده‌است.

## دسامبر
- ۳ دسامبر – در واکنش به مشکلاتی که نیروهای کانادایی در عملیات مدوسا با آن مقابل شدند، تانک‌های لئوپارد C2 اسکادران B یگان سلطنتی ارتش کاناد (اسپ لرد استرانکونا) در ماه دسامبر ۲۰۰۶ به کندهار اعزام شدند.[۱۴]